# Seraikela Kharsawan
Saraikela är ett distrikt i Indien.   Det ligger i delstaten Jharkhand, i den östra delen av landet, 1 100 km sydost om huvudstaden New Delhi. Antalet invånare är 1 065 056.
Följande samhällen finns i Saraikela:
- Gobindpur
- Seraikela
- Kharsāwān
- Kāndra
- Sini
- Gopināthpur
- Chāndil